# Cadeilhan (Hautes-Pyrénées)
Pour les articles homonymes, voir Cadeilhan.
Cet article court présente un sujet plus développé dans : Cadeilhan-Trachère.
Ancienne commune des Hautes-Pyrénées,  Cadeilhan a existé jusqu'à 1801.
Entre 1791 et 1801 elle a fusionné avec la commune de Trachère pour former la nouvelle commune de Cadeilhan-Trachère.

## Toponymie

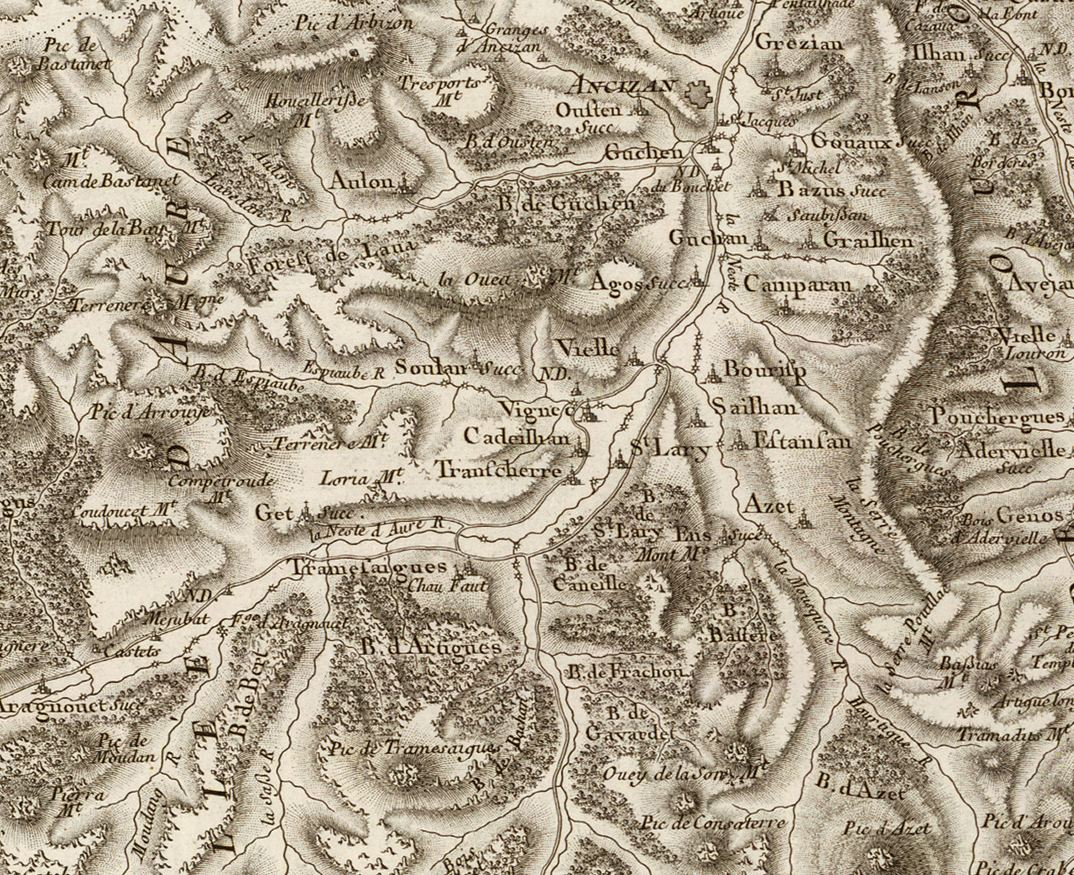
Extrait de la carte de Cassini (entre 1756 et 1789) situant Cadeilhan et Trachère séparément

On trouvera les principales informations dans le Dictionnaire toponymique des communes des Hautes Pyrénées de Michel Grosclaude et Jean-François Le Nail qui rapporte les dénominations historiques du village :

### Cadeilhan
Dénominations historiques :
- De Cadelhano , latin (1387, pouillé du Comminges) ;
- Cadeilhan et Trascherre, (1738, registres paroissiaux) ;
- Cadeillan, Trechere, (1767, cartulaire du Comminges) ;
- Cadeilhan, (1790, Département 1) ;
- Cadeilhan-Trachère, (1806, Laboulinière).

Étymologie : nom de domaine antique formé du nom de personnage latin Catilius et suffixe anum (> -an en gascon) avec remontée de l’accent tonique sur l’avant-dernière syllabe.   
Nom occitan : Cadelha.

### Historique administratif
Sénéchaussée d'Auch, pays des Quatre-Vallées,  vallée d'Aure,  canton d'Arreau (1790-1801).

## Lieux et monuments
- Chapelle Notre-Dame de Pitié de Cadeilhan

Sélection de vues des monuments.
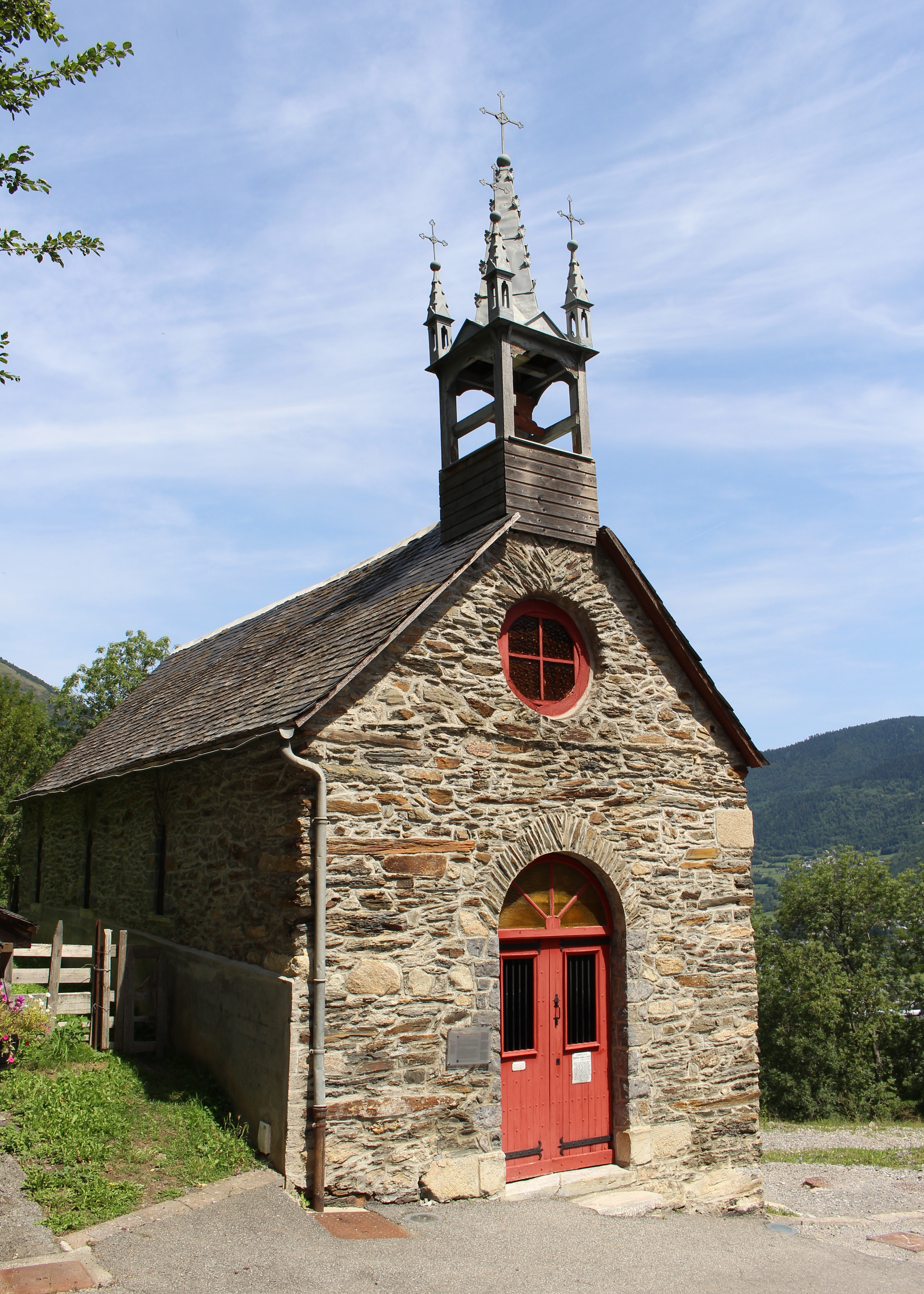
Chapelle Notre-Dame de Pitié.
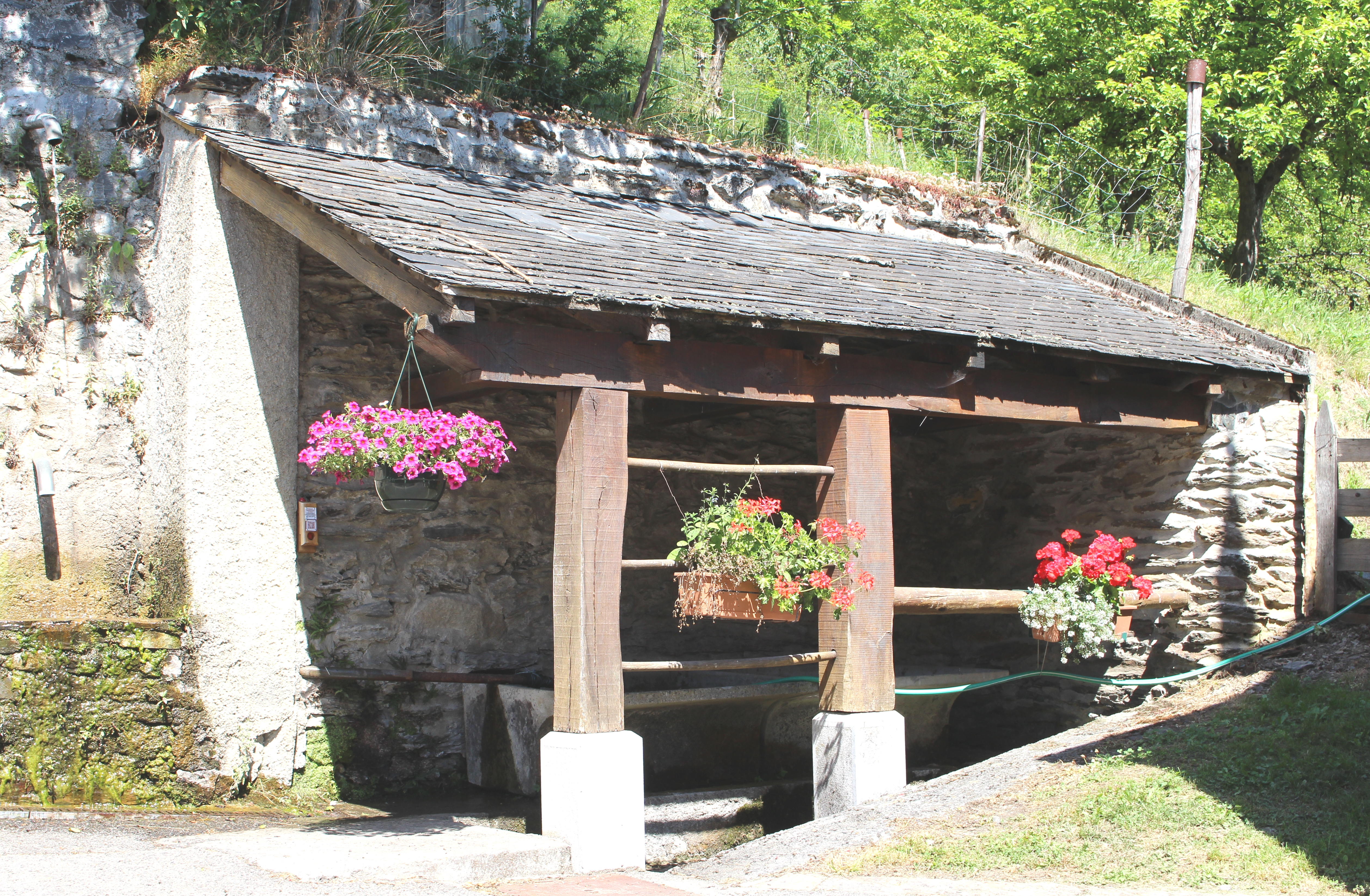
Le lavoir.